# Herbert Drumm
Herbert Drumm (* 25. Januar 1949 in Baumholder) ist ein deutscher Politiker (gegebenenfalls FW, früher CDU, die genaue Parteimitgliedschaft ist nicht zweifelsfrei geklärt.) und seit 2021 Abgeordneter im Landtag Rheinland-Pfalz.

## Leben
Herbert Drumm studierte Physik mit Diplom und Promotion. Er war im Schuldienst als Studiendirektor mit den Fächern Physik, Mathematik und Informatik tätig.
Drumm war zunächst CDU-Mitglied und vertrat seine Partei ab 2009 im Stadtrat von Bad Kreuznach. Er wurde 2013 aus der Stadtratsfraktion der CDU ausgeschlossen. Drumm ist stellvertretender Landesvorsitzender der Freien Wähler in Rheinland-Pfalz und Mitglied des Stadtrats und des Kreistags in Bad Kreuznach.
Er kandidierte mehrfach bei Europa-, Bundestags- und Landtagswahlen. Bei der Landtagswahl in Rheinland-Pfalz 2021 erhielt er ein Listenmandat im Landtag. Am 30. September 2024 trat er aus der Landtagsfraktion der Freien Wähler aus. Aufgrund seines Fraktionsaustrittes und den damit verbundenen Konsequenzen wurde er durch Beschluss des Landesschiedsgerichtes im März 2025 aus der Partei ausgeschlossen. Über die Wirksamkeit des Parteiausschlusses besteht derzeit ein innerparteilicher Streit, in welchem der Landesvorstand die Meinung vertritt, Drumm sei mit sofortiger Wirkung ausgeschlossen. Drumm widersprach dem Landesvorstand. Sowohl Landesvorstand als auch Drumm berufen sich hierbei auf die Satzung der Bundesvereinigung der Partei. Eine Klärung ist in dieser Frage bislang nicht endgültig erfolgt.